# Giovanni Battista Trevano

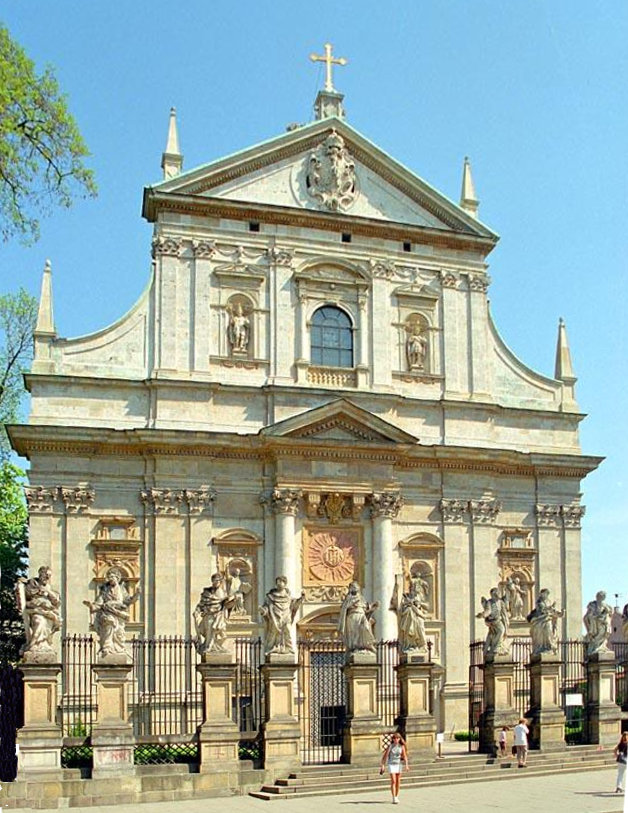
Krakau, Jesuitenkirche

Giovanni Battista Trevano (auch: Jan Treuer) (* vor 1580 in Lugano; † 1642 in Krakau) war ein Architekt und Baumeister am Hofe des polnischen Königs Sigismund III. Wasa.

## Leben und Werk
Trevano wurde nach Krakau zum Wiederaufbau des Wawel nach dem Brand von 1595 berufen. Von 1596 bis 1626 errichtete er in Krakau die Norbertinerinnenkirche, 1597–1619 die Jesuitenkirche, 1638–44 die Martinskirche sowie 1637–41 den Bischofspalast Kielce für den Krakauer Bischof Jakub Zadzik. Seine Bauten sind stilistisch stark vom römischen Barock des Carlo Maderno geprägt.
Trevano heiratete 1604 Elisabetta Cannaga und 1634 Santina Fontano, beide aus Lugano.